# Boulc
Boulc é uma comuna francesa na região administrativa de Auvérnia-Ródano-Alpes, no departamento de Drôme. Estende-se por uma área de 57,35 km². Em 2010 a comuna tinha 146 habitantes (densidade: 2,5 hab./km²).